# Luke Macfarlane
Luke Macfarlane, all'anagrafe Thomas Luke Macfarlane Jr. (London, 19 gennaio 1980), è un attore canadese.
È principalmente noto per la sua partecipazione a numerosi film televisivi a tema natalizio.

## Biografia
Suo padre (deceduto) era il direttore dei servizi sanitari studenteschi alla University of the Western Ontario, e sua madre, Penny, è un'infermiera in un centro di salute mentale. Luke ha frequentato la London Central Secondary School con sua sorella gemella Ruth e con la sorella maggiore Rebecca. Ha poi studiato alla Juilliard School di New York, dove ha iniziato a lavorare in diverse produzioni teatrali, portando in scena Romeo e Giulietta, Riccardo III, Come vi piace e molte altre. Il suo debutto cinematografico risale al 2004 in Kinsey; nello stesso anno recita nella serie tv Tanner on Tanner, che viene cancellata dopo pochi episodi.
Nel 2005 interpreta il soldato Frank 'Dim' Dumphy nella serie tv Over There (primo di una lunga serie di ruoli da membro dell'esercito interpretati dall'attore durante la sua carriera), ma acquista popolarità grazie al ruolo ricorrente di Scotty Wandell in Brothers & Sisters, marito di uno dei fratelli della serie televisiva, Kevin Walker (interpretato da Matthew Rhys). Questo personaggio, all'inizio con spiccata personalità estroversa e solare, è stato al centro di molti dibattiti (a differenza dell'ombrosa mascolinità del personaggio di Kevin), tanto da portare i fan ed i critici a considerarlo "l'amico effeminato di Kevin" (definizione attribuitagli da Michael Ausiello).
Nell'episodio Date Night (in Italia Serata galante) fu stabilito che l'esuberante personalità fosse solamente una finzione, dovuta all'essere nervoso e forse nell'attesa di essere meno insicuro. Scotty e Kevin ebbero "Serate Galanti" per molti episodi fin quando non ruppero a causa del comportamento che Kevin aveva assunto nei confronti di Scotty, facendolo sentire inferiore e trattandolo con poco rispetto. Matthew Rhys disse che il pubblico ebbe una forte reazione quando vi fu la rottura tra Kevin e Scotty. Macfarlane fu lodato poi per la sua rappresentazione di un tipo di uomo gay che si differenzia dai vari stereotipi che sono soliti nel mondo dello spettacolo e della vita reale.
Luke fu l'ultimo membro del cast ad essere stato aggiunto nella puntata pilota per la Fox di Supreme Courtships, interpretando il ruolo del conservatore Allen Moore, però la puntata pilota non fu approvata dalla Fox Broadcasting Company per la stagione 2007-2008. Successivamente, Luke fu assegnato al ruolo principale della miniserie in due parti Iron Road, la quale è stata girata in Cina per cinque settimane e in British Columbia per altre due settimane. 
Dopo la chiusura della serie Brothers & Sisters, partecipa come ospite in diverse serie televisive (tra le quali Smash, Supergirl e Person of Interest); in seguito, ottiene il ruolo principale nella serie televisiva canadese Satisfaction, cancellata dopo una sola stagione, e poi nella sitcom canadese Mercy Street, conclusa dopo 12 episodi. Nel 2014 prende parte a una nuova serie ambientata in Texas, The Night Shift, in cui interpreta il ruolo ricorrente di un capitano dell'esercito. Contemporaneamente, dal 2015 al 2019, è uno dei protagonisti della serie televisiva di fantascienza Killjoys. Dal 2014, Luke Macfarlane partecipa a numerosi film televisivi a tema natalizio, diventando un volto molto riconoscibile per il pubblico di questo tipo di prodotti.
Nel 2022 è protagonista al cinema di Bros, la prima commedia romantica a tematica gay realizzata da un importante studio cinematografico (la Universal Pictures), al fianco di Billy Eichner (anche co-sceneggiatore della pellicola). Nel 2023 è tra i protagonisti, al fianco dell'attrice Rose Byrne, della serie commedia Platonic, distribuita da Apple TV+.
Macfarlane é un attore molto attivo anche in teatro, dove ha recitato in numerosi spettacoli. Nel 2008, prese parte ad una lettura, tenuta da varie celebrità, mettendo in scena un musical di Howard Ashman, "Dreamstuff", con la regia di Michael Urie. Nel 2009, è stato impegnato anche con una tournée teatrale, dove ha interpretato Scott F. Fitzgerald, al fianco di Jeremy Gabriel, nell'opera teatrale "The Jazz Age", in scena al Blanke Theatre di Los Angeles. Tra il 2010 e il 2012 ha interpretato diversi ruoli in vari allestimenti di The Normal Heart.

## Vita personale
Il 15 aprile 2008 ha fatto coming out, dichiarando al quotidiano canadese The Globe and Mail la propria omosessualità.

## Carriera musicale
MacFarlane è stato la voce solista e il compositore in una band di nome Fellow Nameless, la quale ebbe inizio negli anni del liceo con alcuni dei suoi compagni di classe della Lester B. Pearson School per le performance artistiche sotto il nome di Slipnaught, un nome che casualmente avevano scelto dal dizionario poiché non avevano un nome per la band quando era il periodo delle performance sul palco.

## Filmografia

### Cinema
- Kinsey, regia di Bill Condon (2004)
- Recalled, regia di Michael Connors (2006) - cortometraggio
- Trapped Ashes, regia di vari (2006)
- Erection, regia di Tannaz Hazemi (2013) - cortometraggio
- Rock, Paper, Scissors, regia di Tom Holland (2017)
- Single per sempre? (Single All The Way), regia di Michael Mayer (2021)
- Bros, regia di Nicholas Stoller (2022)

### Televisione
- Tanner on Tanner – serie TV, 4 episodi (2004)
- Over There - serie TV, 13 episodi (2005)
- Brothers & Sisters - Segreti di famiglia (Brothers & Sisters) - serie TV, 81 episodi (2006-2011)
- Supreme Courtships, regia di Ian Toynton - episodio pilota scartato (2007)
- Iron Road - miniserie TV, 2 episodi (2009)
- Beauty and the Beast - serie TV, episodio 1x02 (2012)
- Person of Interest – serie TV, episodio 2x17 (2013)
- Smash - serie TV, episodi 2x16-2x17 (2013)
- Satisfaction - serie TV, 13 episodi (2013)
- The Night Shift – serie TV, 10 episodi (2014-2017)
- L'album dei ricordi (The Memory Book), regia di Paul A. Kaufman - film TV (2014)
- Killjoys – serie TV, 50 episodi (2015-2019)
- Supergirl - serie TV, episodi 1x06-1x07 (2015)
- Il paese di Natale (Christmas Land), regia di Sam Irvin - film TV (2015)
- Una promessa sotto il vischio (The Mistletoe Promise), regia di David Winning - film TV (2016)
- Mercy Street - serie TV, 12 episodi (2016-2017)
- Esprimi un desiderio (The Birthday Wish), regia di Peter DeLuise - film TV (2017)
- Il miracolo di Natale di Maggie (Maggie's Christmas Miracle), regia di Michael Robison - film TV (2017)
- Le scarpe magiche di Natale (A Shoe Addict's Christmas), regia di Michael Robison - film TV (2018)
- Sense, Sensibility & Snowmen, regia di David Winning - film TV (2019)
- Sfida tra i fornelli (Just Add Romance), regia di Terry Ingram - film TV (2020)
- A Valentine's Match, regia di Christie Will - film TV (2020)
- La melodia del Natale (Chateau Christmas), regia di Michael Robison - film TV (2020)
- A passo di danza (Taking a Shot at Love), regia di Kevin Fair - film TV (2021)
- L'armonia del Natale (Christmas in My Heart), regia di Pat Kiely - film TV (2021)
- Moriah's Lighthouse, regia di Stefan Scaini - film TV (2022)
- A Magical Christmas Village, regia di Jason Furukawa - film TV (2022)
- Platonic - serie TV (dal 2023)
- Notes of Autumn, regia di Troy Scott - film TV (2023)
- Amish Stud: The Eli Weaver Story, regia di Stacey N. Harding - film TV (2023)
- Catch Me If You Claus, regia di Bradley Walsh - film TV (2023)
- CrimeTime: Freefall, regia di Stacey N. Harding - film TV (2024)
- Hacks - serie TV, episodio 3x02 (2024)

## Teatro
- Juvenilia (2003) ruolo: Brondie Chase
- Where Do We Live? (2004) ruolo: Stephen
- In the Wings (2004) ruolo: Nicky Sanchez - lettura
- The Busy World is Hushed (2006, 2007) ruolo: Thomas
- Dreamstuff (2008) - lettura
- The Jazz Age (2009) ruolo: F. Scott Fitzgerald
- Sam Bendrix at The Bon Soir (2010, 2011, 2012) ruolo: Sam Bendrix
- Some Men (2010)
- The Normal Heart (2011, 2012) ruolo: Craig Donner / Grady / Felix Turner
- 8 (2012) ruolo: Jeff Zarrillo
- Reverberation (2015) ruolo: Jonathan
- Running on Fire (2016)
- Big Night (2017) ruolo: Austin

## Doppiatori italiani
Nelle versioni in lingua italiana dei suoi lavori, Luke Macfarlane è stato doppiato da:
- Marco Vivio in Brothers & Sisters - Segreti di famiglia, L'album dei ricordi, Esprimi un desiderio
- Francesco Pezzulli in A passo di danza, Single per sempre?, Bros
- Gianfranco Miranda in Person of Interest, Le scarpe magiche di Natale
- Vittorio De Angelis in Kinsey
- Fabrizio Manfredi in Over There
- Francesco Bulckaen in The Night Shift
- Fabio Boccanera in Killjoys
- Sacha Pilara ne Il miracolo di Natale di Maggie
- Ruggero Andreozzi in Platonic